# Anzelm (keresztnév)
Az Anzelm germán eredetű férfinév, jelentése: istenség + védő(sisak).

## Gyakorisága
Az 1990-es években szórványosan fordult elő, a 2000-es években nem szerepel a 100 leggyakoribb férfinév között.

## Névnapok
- április 21.[2]

## Híres Anzelmok
- Canterburyi Szent Anzelm, a „skolasztika atyja”.
- Fejes Rudolf Anzelm, premontrei főapát